# ذي مريب (البيضاء)

تعديل مصدري - تعديل

ذي مريب هي إحدى قرى عزلة ال مظفرالاعلى بمديرية البيضاء التابعة لمحافظة البيضاء، بلغ تعداد سكانها 419 نسمة حسب تعداد اليمن لعام 2004.